# Autoesquema
El término autoesquema se refiere a las creencias e ideas que la gente tiene acerca de sí mismos. Estas creencias se utilizan para guiar y organizar el procesamiento de la información, especialmente cuando la información es importante para uno. Los autoesquemas son importantes para una valoración global del autoconcepto de una persona.

## Autoesquema general
El término esquema describe el tener un esquema particular para una determinada dimensión. Por ejemplo, una persona en una banda de rock por la noche tendría un esquema de rockero. Sin embargo, durante el día, si trabaja como vendedor, tendría un esquema de vendedor durante ese período de tiempo. Los esquemas varían de acuerdo a los antecedentes culturales y otros factores ambientales.
Una vez que las personas han desarrollado un esquema acerca de sí mismos, hay una fuerte tendencia a que el esquema se mantenga, por un sesgo en lo que ellos atienden, en lo que recuerdan, y en lo que están dispuestos a aceptar como verdad sobre sí mismos.[cita requerida] En otras palabras, el mismo esquema se perpetúa, almacenándose en la memoria a largo plazo, y facilita sesgos en el procesamiento de la información personal relevante.
El término asquemático significa el carecer de esquema para una determinada dimensión. Esto suele ocurrir cuando las personas no están involucrados con el determinado atributo. Por ejemplo, si una persona piensa en ser músico, el esquema en la aeronáutica no se aplicará a él, que es esquemático en aeronáutica.
Los autoesquemas varían de persona a persona, porque cada individuo tiene diferentes experiencias de vida social y cultura. Algunos ejemplos de auto-esquemas son: 
- interesante o aburrida.
- silenciosa o ruidosa.
- sana o enferma.
- deportista o sedentario.
- perezosa o activa.
- tímido o locuaz

Si una persona tiene un esquema de "friki o deportista", por ejemplo, podría pensar de sí mismo como siendo un geek de la computadora y que poseen gran cantidad de información acerca de ese rasgo. Debido a esto, probablemente se interpretan muchas situaciones basadas en la relevancia de ser un geek de la computadora.
Otra persona con el esquema "sano-enfermo" podría considerar a sí mismos una persona muy consciente de la salud. Su preocupación por estar sano entonces podría influir en las decisiones cotidianas, como los alimentos que compran, los restaurantes que frecuentan, o con qué frecuencia se ejerce. Las mujeres que están expuestas en el aspecto esquemático inferior de la imagen corporal, tendrán baja autoestima, y estados de ánimo negativos respecto a aquellas que son esquemáticas en la apariencia.